# Oikos (revue)
Pour les articles homonymes, voir Oikos (homonymie).
Oikos est une revue scientifique mensuelle à comité de lecture qui traite de tous les aspects de l'écologie. Les articles privilégiés sont des études théoriques ou empiriques qui ont une portée générale, qui peuvent s’appliquer à différents contextes ou à plusieurs groupes taxonomiques.
D'après le Journal Citation Reports, le facteur d'impact de ce journal était de 3,147 en 2009. Actuellement, le directeur de publication est Tim Benton (Université de Leeds, Royaume-Uni).